# 安妮·霍爾頓
坎伯兰和斯特拉森公爵夫人安妮（英语：Anne, Duchess of Cumberland and Strathearn；1743年1月24日—1808年12月28日），通称安妮·霍尔顿（Anne Horton），婚前姓卢特雷尔（Luttrell），因第一次婚姻而姓霍尔顿（Horton），是英国王室成员、英国王妃，坎伯蘭和斯特拉森公爵亨利·弗雷德里克王子之妻，英王乔治三世的弟媳。因她的寡妇和平民身份，在她嫁给亨利王子后，乔治三世颁布《1772年王室婚姻法令》，以限制王室成员的婚姻。

## 婚姻

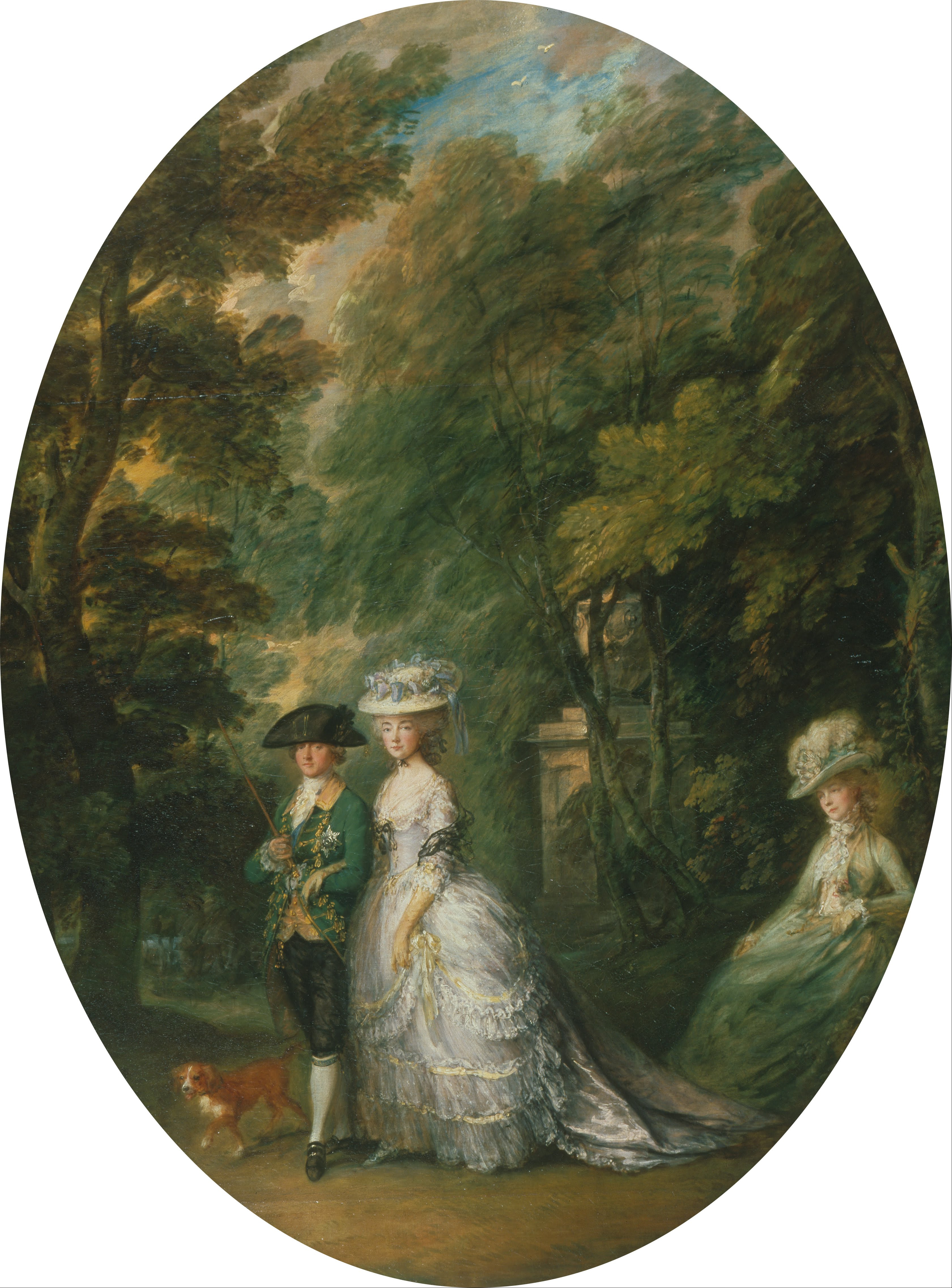
Thomas Gainsborough's painting of Henry, Duke of Cumberland with the Duchess of Cumberland and Lady Elizabeth Luttrell in attendance

1765年8月4日，安妮·卢特雷尔与克里斯托弗·霍尔顿结婚，没有任何子嗣。
1771年10月2日，安妮·霍尔顿与坎伯蘭和斯特拉森公爵亨利·弗雷德里克王子，没有任何子嗣。但乔治三世并不赞成这桩婚姻，因为她的寡妇和平民身份。因此乔治三世提出了《1772年王室婚姻法令》，规范和限制王室成员的婚姻，直至《2013年王位继承法》生效。由于该法案的规定不能追溯适用，安妮和公爵的婚姻被认为是有效的。

## 头衔
自1771年10月2日与亨利王子结婚后，安妮获得坎伯蘭和斯特拉森公爵夫人和英国王妃殿下的头衔。在第一次婚姻时则称为克里斯托弗·霍尔顿夫人（Mrs. Christopher Holden）